# العلاقات السويدية النيكاراغوية
العلاقات السويدية النيكاراغوية هي العلاقات الثنائية التي تجمع بين السويد ونيكاراغوا.

## مقارنة بين البلدين
هذه مقارنة عامة ومرجعية للدولتين:
| وجه المقارنة                                              | السويد                                                                               | نيكاراغوا        |
| --------------------------------------------------------- | ------------------------------------------------------------------------------------ | ---------------- |
| المساحة (كم2)                                             | 450.30 ألف                                                                           | 130.38 ألف       |
| عدد السكان (نسمة)                                         | 10.16 مليون                                                                          | 6.22 مليون       |
| الكثافة السكانية (ن./كم²)                                 | 22.56                                                                                | 47.71            |
| العاصمة                                                   | ستوكهولم                                                                             | ماناغوا          |
| اللغة الرسمية                                             | اللغة السويدية، لغات السامي، اللغة الفنلندية، منكيلي، اللغة الرومنية، اللغة اليديشية | اللغة الإسبانية  |
| العملة                                                    | كرونة سويدية                                                                         | كوردبا نيكاراغوا |
| الناتج المحلي الإجمالي (بليون دولار)                      | 538.04 مليار                                                                         | 13.81 مليار      |
| الناتج المحلي الإجمالي (تعادل القوة الشرائية) بليون دولار | 469.01 مليار                                                                         | 31.63 مليار      |
| الناتج المحلي الإجمالي الاسمي للفرد دولار أمريكي          | 50.58 ألف                                                                            | 2.09 ألف         |
| الناتج المحلي الإجمالي للفرد دولار أمريكي                 | 45.30 ألف                                                                            | 4.92 ألف         |
| مؤشر التنمية البشرية                                      | 0.907                                                                                | 0.631            |
| رمز المكالمات الدولي                                      | +46                                                                                  | +505             |
| رمز الإنترنت                                              | .se                                                                                  | .ni              |
| المنطقة الزمنية                                           | توقيت وسط أوروبا، ت ع م+01:00، ت ع م+02:00، أوروبا/ستوكهولم ‏                         | 00               |

## مدن متوأمة
في ما يلي قائمة باتفاقيات التوأمة بين مدن سويدية ونيكاراغوية:
- ترتبط بلدية لينشوبينغ [الإنجليزية]‏ مع إستيلي باتفاقية توأمة.[14]
- ترتبط Luleå Municipality [الإنجليزية]‏ مع بويرتو كابيزاس باتفاقية توأمة.[15]

## منظمات دولية مشتركة
يشترك البلدان في عضوية مجموعة من المنظمات الدولية، منها:
| علم المنظمة | اسم المنظمة                               | تاريخ انضمام السويد | تاريخ انضمام نيكاراغوا |
| ----------- | ----------------------------------------- | ------------------- | ---------------------- |
|             | مؤسسة التنمية الدولية                     | 24 سبتمبر 1960      | 30 ديسمبر 1960         |
|             | يونسكو                                    | 23 يناير 1950       | 22 فبراير 1952         |
|             | وكالة ضمان الاستثمار متعدد الأطراف        | 12 أبريل 1988       | 12 يونيو 1992          |
|             | الأمم المتحدة                             | 19 نوفمبر 1946      | 24 أكتوبر 1945         |
|             | الاتحاد البريدي العالمي                   | ?                   | ?                      |
|             | البنك الدولي للإنشاء والتعمير             | 31 أغسطس 1951       | 14 مارس 1946           |
|             | الاتحاد الدولي للاتصالات                  | 1866                | 12 مايو 1926           |
|             | منظمة حظر الأسلحة الكيميائية              | ?                   | ?                      |
|             | مؤسسة التمويل الدولية                     | 20 يوليو 1956       | 20 يوليو 1956          |
|             | المركز الدولي لتسوية المنازعات الاستشارية | 28 يناير 1967       | 19 أبريل 1995          |
|             | منظمة التجارة العالمية                    | 1995                | ?                      |
|             | منظمة الشرطة الجنائية الدولية             | ?                   | ?                      |

## أعلام
هذه قائمة لبعض الشخصيات التي تربطها علاقات بالبلدين:
- كارلوس غارسيا (لاعب كرة قدم سويدي، 17 يناير 1993 – )

## وصلات خارجية
- موقع وزارة الخارجية السويدية
- موقع وزارة الخارجية النيكاراغوية